# Masdevallia nidifica
Masdevallia nidifica là một loài lan được tìm thấy ở Trung Mỹ into miền bắc Peru.

## Hình ảnh

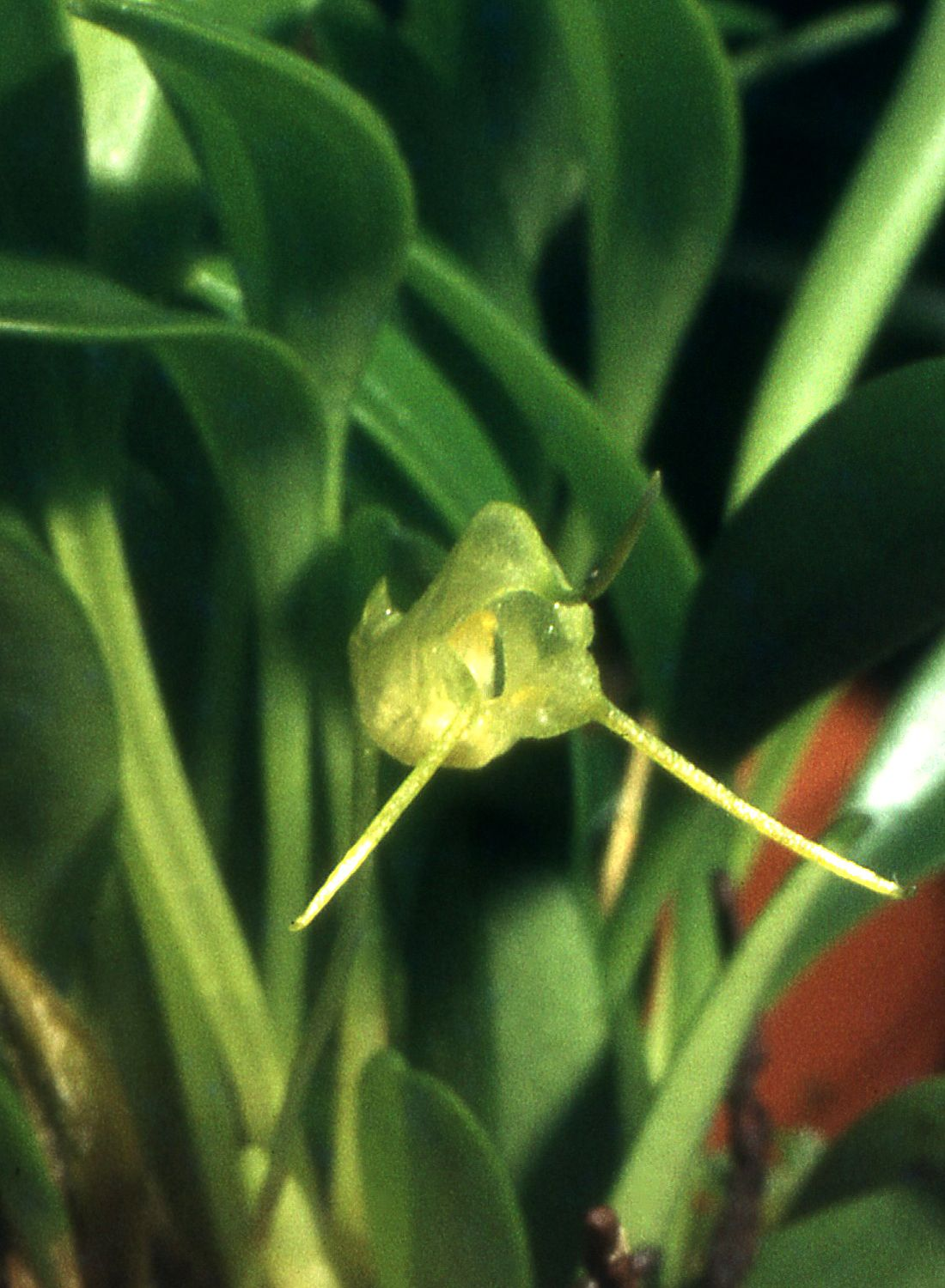
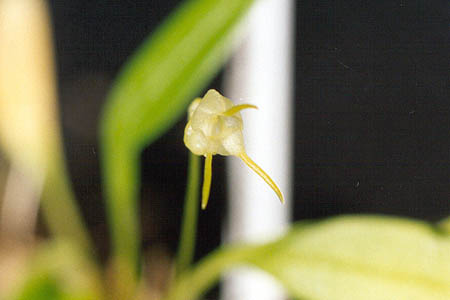
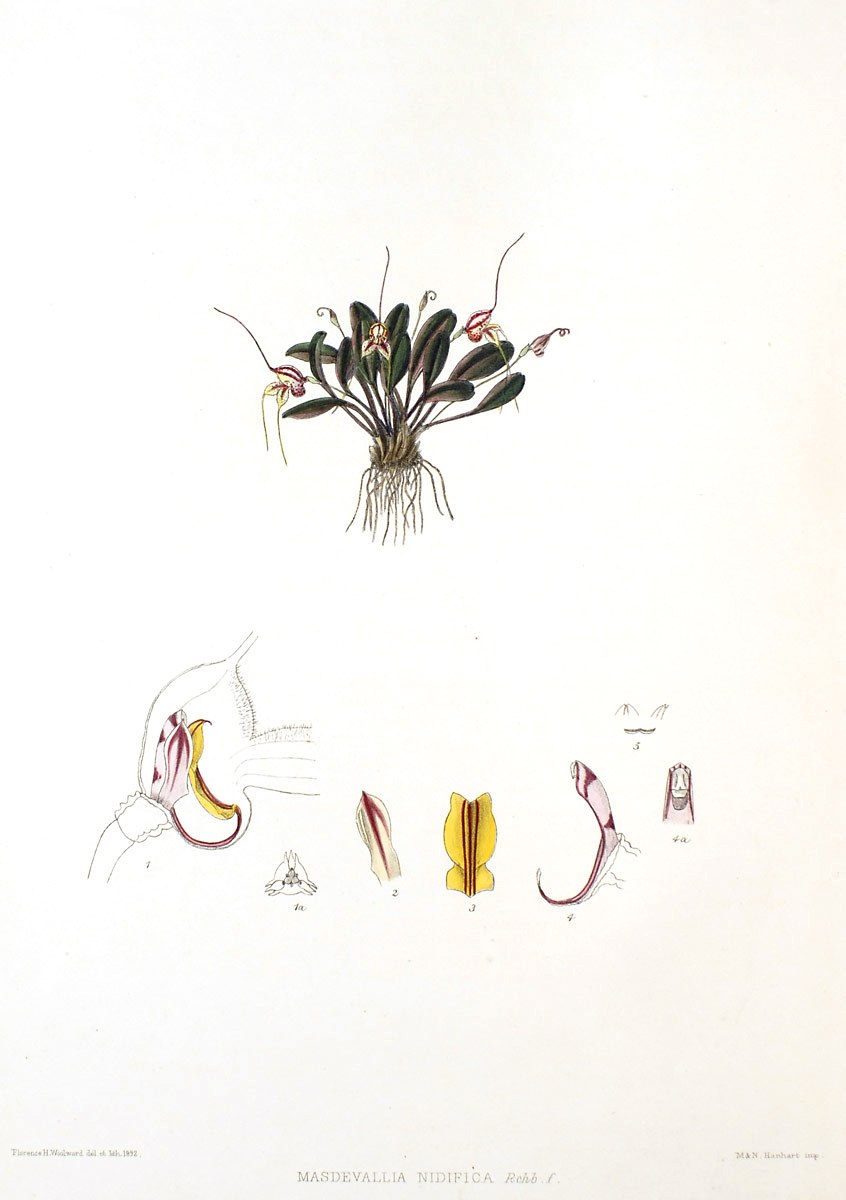